# Joseph Hubert Reinkens
Joseph Hubert Reinkens (né le 1er mars 1821 à Burtscheid, mort le 4 janvier 1896 à Bonn) est le fondateur et le premier évêque de l'Église vieille-catholique allemande (de).

## Biographie
Reinkens vient d'une famille de la petite bourgeoisie. Après que sa mère meurt et que son père devient paralysé en 1836, il est un temps un ouvrier dans une usine avant de rejoindre un gymnasium en 1840. En 1844, il étudie la théologie catholique et la philologie classique à l'université rhénane Frédéric-Guillaume de Bonn.
Il est ordonné prêtre catholique le 3 septembre 1848 à Cologne et continue à étudier l'histoire de l'Église à Bonn. Après avoir obtenu un doctorat de théologie à Munich en 1850 grâce à une thèse sur Clément d'Alexandrie, il reçoit un poste de professeur à l'université de Breslau. En 1865-1866, il en est le recteur.
Lors du conflit entre l'évêque Heinrich Förster et Jean-Baptiste Baltzer, il soutient le professeur. Avec Ignaz von Döllinger, Johann Friedrich von Schulte et Franz Heinrich Reusch, il publie la déclaration de Nuremberg le 26 et 27 août 1870 contre le premier concile œcuménique du Vatican et l'infaillibilité pontificale. Il se consacre à la fondation du diocèse catholique des vieux-catholiques en Allemagne qui en fait son premier évêque le 4 juin 1873 à Cologne. Le 11 août 1873, il est sacré à Rotterdam par Hermann Heykamp (de), l'évêque vieux-catholique de Deventer. Il est évêque jusqu'à sa mort en 1896.
Le département de philosophie de l'université de Leipzig lui donne un doctorat honoris causa en 1871.

## Œuvre
- De Clemente presbytero Alexandrino theologo. Breslau 1850
- Hilarius von Poitiers: Eine Monographie. Schaffhausen 1864
- Martin von Tours der wunderthätige Mönch und Bischof in seinem Leben und Wirken. Breslau 1866
- Die Geschichtsphilosophie des heiligen Augustinus: mit einer Kritik der Beweisführung des Materialismus gegen die Existenz des Geistes; Rede, gehalten bei der Uebernahme des Rektorats der Universität Breslau am 15. October 1865. Schaffhausen 1866.
- Die päpstlichen Decrete vom 18. Juli 1870. Reprint der Orig.-Ausg. von 1897. Vienne 1870.
- Ueber päpstliche Unfehlbarkeit: einige Reflexionen. Munich 1870
- Aristoteles: Ueber Kunst besonders ueber Tragoedie. Exegetische und kritische Untersuchungen. Vienne 1870
- Revolution und Kirche. Beantwortung einer Tagesfrage mit Rücksicht auf die gegenwärtige Tendenz und Praxis der römischen Curie, 6 Bde.. Bonn 1876
- Ueber die Einheit der katholischen Kirche. Würzburg 1877
- Luise Hensel und ihre Lieder. Bonn 1877
- Amalie von Lasaulx eine Bekennerin. Bonn 1878
- Melchior von Diepenbrock. Ein Zeit- und Lebensbild. Leipzig 1881
- Lessing über Toleranz, Leipzig 1883

## Source, notes et références
- (de) Cet article est partiellement ou en totalité issu de l’article de Wikipédia en allemand intitulé « Joseph Hubert Reinkens » (voir la liste des auteurs).
- (de) Johann Friedrich von Schulte, « Reinkens, Joseph Hubert », dans Allgemeine Deutsche Biographie (ADB), vol. 53, Leipzig, Duncker & Humblot, 1907, p. 287-292
- (de) Günter Eßer (de), « Reinkens, Joseph Hubert », dans Neue Deutsche Biographie (NDB), vol. 21, Berlin, Duncker & Humblot, 2003, p. 373–374 (original numérisé).
- (de) Raimund Lachner, « REINKENS, Joseph Hubert », dans Biographisch-Bibliographisches Kirchenlexikon (BBKL), vol. 7, Herzberg, 1994 (ISBN 3-88309-048-4, lire en ligne), colonnes 1561-1567